# Полусредний (гандбол)

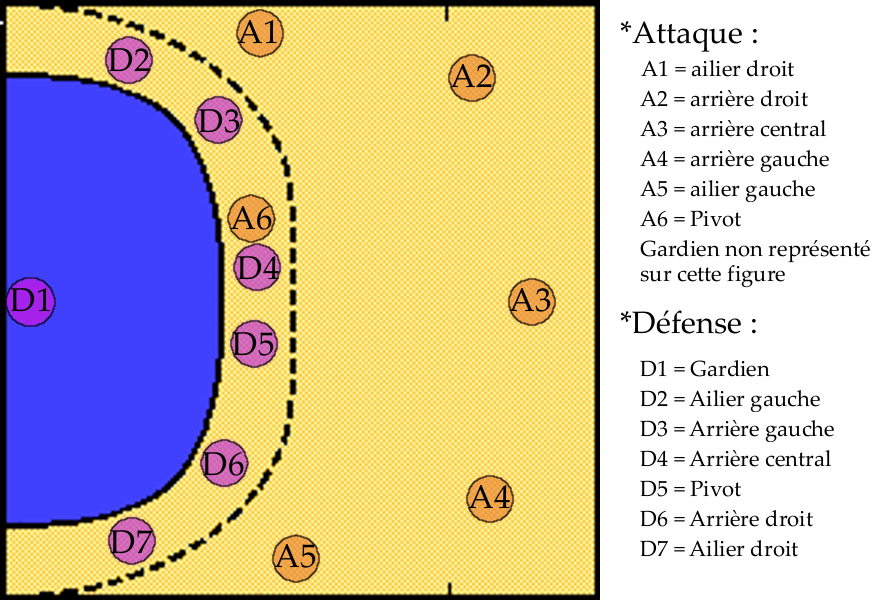
Полусредние обороняющейся команды отмечены координатами D3 и D6, атакующей — A2 и A4

Синим цветом и буквами HL и HR отмечены, соответственно, левый и правый полусредние обороняющейся команды; красным цветом и буквами RL и RR — левый и правый полусредние атакующей команды

Полусредний в гандболе — игрок, который играет преимущественно в линии обороны на одном из флангов (правом или левом) и отвечает за начало атаки. Иногда роль полусреднего во многом совпадает с ролью разыгрывающего.

## Действия полусреднего
Основная роль полусреднего — разгонять атаку, передавая мяч игроку передней линии. Чаще всего полусредний пасует именно линейному игроку. Всего полусредние делятся на два типа: фактурные игроки, которые могут продавливать оборону противника благодаря своим физическим параметрам (такими являются Талант Душейбаев, Никола Карабатич или Даниэль Нарсисс); и игроки малой комплекции, которые обыгрывают противников за счёт высокой скорости и гибкости (Ивано Балич, Джексон Ричардсон, Любомир Враньеш или Мишель Гигу).

## Некоторые известные полусредние

### Правые

#### Мужчины
- Георге Груя, двукратный чемпион мира, лучший гандболист XX века по версии Международной федерации гандбола в 1992 году
- Патрик Казал, лучший правый полусредний чемпионата Европы 2000 и чемпионата мира 2003
- Ежи Клемпель, лучший бомбардир в истории сборной Польши (1170 голов), лучший бомбардир чемпионата мира 1978 года и Олимпийских игр 1980 года
- Кирил Лазаров, рекордсмен по числу голов за турнир на чемпионатах мира (92, 2009 год) и чемпионатах Европы (61, 2012 год)
- Петар Метличич, чемпион мира 2003 года и олимпийский чемпион 2004 года
- /  Карлос Рейнальдо Перес, лучший бомбардир чемпионата мира 2003 года, лучший левый полусредний чемпионата мира 2003 года и Олимпийских игр 2004 года
- Олафур Стефанссон, серебряный призёр Олимпийских игр 2008 года
- Стефан Стоклин, лучший правый полусредний в истории сборной Франции, лучший гандболист 1997 года
- /  Александр Тучкин, двукратный олимпийский чемпион, лучший бомбардир чемпионата мира 1990 года
- Юн Кён Син, лучший гандболист 2001 года, лучший бомбардир чемпионатов мира 1993, 1995 и 1997 годов

#### Женщины
- Ирина Близнова, двукратная чемпионка мира, олимпийская чемпионка 2016 года
- Анна Вяхирева, чемпионка и самый ценный игрок Олимпийских игр 2016 года
- Катарина Булатович, серебряный призёр Олимпийских игр 2012 года, чемпионка Европы 2012 года
- Херсти Грини, лучшая правая полусредняя Олимпийских игр 1996 и 2000 годов
- Индира Кастратович, лучший бомбардир чемпионата мира 1997 года
- Нора Мёрк, двукратная чемпионка мира
- Стине Бредал Офтедал, двукратная чемпионка мира, двукратная чемпионка Европы
- Бояна Радулович, лучшая гандболистка 2000 и 2003 годов
- Линн-Кристин Рьегельхут-Корен, пятикратная чемпионка Европы, двукратная олимпийская чемпионка, чемпионка мира 2011 года
- Грит Юрак, лучшая правая полусредняя чемпионатов Европы 2004 и 2009 годов, чемпионата мира 2007 года, пятикратная лучшая гандболистка Германии

### Левые

#### Мужчины
- Фредерик Волль, лучший левый полусредний в истории сборной Франции
- Веселин Вуйович, лучший гандболист 1988 года
- Филип Йиха, лучший гандболист 2010 года
- Кан Джи Вон, лучший гандболист 1989 года
- Бернхард Кемпа, дважды чемпион мира
- Даниэль Нарсисс, лучший гандболист 2012 года
- Жером Фернандес, четырёхкратный чемпион мира, трёхкратный чемпион Европы, двукратный олимпийский чемпион
- Миккель Хансен, лучший гандболист 2011 года

#### Женщины
- Аня Андерсен, лучшая гандболистка 1997 года
- Владлена Бобровникова, олимпийская чемпионка 2016 года
- Каролин Дюре Брейванг, пятикратная чемпионка Европы, двукратная олимпийская чемпионка, чемпионка мира 2011 года
- Виктория Жилинскайте, чемпионка мира 2009 года, олимпийская чемпионка 2016 года
- /  Ясна Мердан-Колар, лучшая гандболистка 1990 года
- /  /  Наталья Морскова, двукратная чемпионка мира
- Кристина Нягу, лучшая гандболистка 2010 года
- /  Бояна Попович, серебряный призёр Олимпийских игр 2012 года
- Людмила Постнова, трёхкратная чемпионка мира, серебряная призёрка Олимпийских игр 2008 года
- Зинаида Турчина, лучшая гандболистка XX века, двукратная олимпийская чемпионка, двукратная чемпионка мира, 13-кратная обладательница Кубка кубков
- /  /  Аушра Фридрикас, чемпионка мира 1990 года, лучшая гандболистка 1999 года

## В других языках
Во французском и немецком языке разыгрывающий и полусредние считаются как игроки линии обороны и обозначаются в общем терминами «arrière» (фр. задний), «Rückraumspieler» (нем. игрок задней линии) или «Aufbau» (применимо в Австрии). В зависимости от фланга к ним прибавляется название «правый» или «левый»: так, правый полусредний называется «arrière droit» во французском и «Rückraum Rechts» в немецком; левый полусредний, соответственно, носит название «arrière gauche» или «Rückraum Links». Также в немецком полусредние могут называться «Halb-Rechts» или «Halb-Links» соответственно. В английском языке полусредний называется правым защитником (англ. right back) или левым защитником (англ. left back).